# Dromòclides
Dromòclides (Dromocleides, Δρομοκλείδης) fou un orador àtic del demos de Sphettus, que va viure al temps de Demetri de Falèron, i que va exercir molta influència als afers d'Atenes. Era un devot partidari de Demetri Poliorcetes.